# Soldadura de carrosseria
La soldadura de carrosseria és un tipus de soldadura tova que es fa servir per allisar la superfície de les carrosseries de certs automòbils abans de pintar-les. Ha estat reemplaçat en gran manera per farcits de carrosseria de polièster i altres, però alguns personalitzadors d'automòbils i altres molts puristes continuen usant soldadura de carrosseria, afirmant que s'adhereix millor a la xapa metàl·lica, s'assenta millor, es desgasta millor, resisteix temperatures més altes i es pot recobrir amb pólvores o recobrir químicament amb altres materials.

## Descripció general
La majoria dels proveïdors de peces i eines de personalització d'automòbils ofereixen soldadura per a carrosseria en fórmules amb plom i sense plom. Les aliatges amb cos de plom generalment són un aliatge de plom amb entre un 2% i un 10 % d'estany. L'aliatge es fon amb una torxa de propà i s'escampa sobre la xapa de la carrosseria, per després donar-li forma amb una paleta o espàtula de fusta massissa (generalment de roure). Després es llima, per ajustar el perfil, sense emprar paper de vidre.